# PouchDB
PouchDB — документ-орієнтована система керування базами даних, що представляє собою розширений варіант СУБД Apache CouchDB, написаний мовою JavaScript. PouchDB може працювати всередині браузера.
Модель зберігання повторює CouchDB і забезпечує засоби вирішення конфліктів. PouchDB сумісний з CouchDB на рівні API для зберігання і вибірки даних. Код поширюється під ліцензією Apache 2.0. Розмір стиснутого архіву з PouchDB займає всього 45 Кб.
PouchDB дозволяє створювати вебзастосунки, здатні повноцінно функціонувати в offline-режимі і реплікувати дані зі стаціонарних БД на базі CouchDB. Іншими словами, при відсутності з'єднання з мережею вебзастосунок може накопичувати зміни в локальному сховищі на базі PouchDB, а після виходу в мережу синхронізувати зміни з зовнішнім сервером, що підтримує API CouchDB, або забезпечувати синхронізацію даних між клієнтами.
PouchDB може працювати у всіх сучасних браузерах, а також застосовуватися в серверних рішеннях на базі Node.js і у відокремлених клієнтських застосунках на базі Cordova/PhoneGap, NW.js і Electron. PouchDB не прив'язана до вебфреймворків, але окремо надає обв'язки для різних фреймворків, в тому числі для Angular, React, Ember і Backbone. Є надбудова Python-PouchD для використання PouchDB в проектах на мові Python і реалізація відокремленого CouchDB-сумісного сервера. Для локального зберігання даних в браузерах задіяний API IndexedDB, а при його відсутності WebSQL. При відокремленій роботі і використанні з Node.js для зберігання використовується LevelDB або SQLite.